# Karl von Vincent
Karl Freiherr von Vincent (11 de agosto de 1757 - 7 de octubre de 1834) luchó en el ejército de la Monarquía Habsburgo durante las guerras revolucionarias francesas. Primero sirvió como oficial de estado mayor y después como comandante de combate. Durante las guerras napoleónicas, se le dieron importantes comandamientos en dos campañas. Fue propietario (Inhaber) de un famoso regimiento de caballería ligera desde 1806 hasta su muerte.
Por sus acciones en sofocar la rebelión de Brabante de 1789 y 1790, consiguió una importante recompensa. En la guerra de la Primera Coalición fue aide-de-camp de dos distinguidos generales. Durante la guerra de la Segunda Coalición, comandó un regimiento, y después una brigada. Lideró la retaguardia durante la campaña de 1805. Comandó una división a lo largo de todas las más importantes batallas de 1809. Fue gobernador general de Bélgica en 1814, y estuvo presente en la batalla de Waterloo como observador austríaco.
Entre 1814 y 1826, von Vincent fue el embajador de Austria en Francia en las Tullerías durante el cambio en el equilibrio político europeo de 1820. También fue citado en un relato que describía las propuestas de Klemens von Metternich sobre el destino de Bélgica. Fue identificado como candidato a cargo de su ocupación, pero se destacó de que su oficina estaba bajo la autoridad del departamento administrativo del Barón Stein en materia política y que debía también ceder antes holandeses, ingleses y prusianos en asuntos militares.
En 1825, retornó a Viena después de retirarse de su puesto a petición propia. Murió en Biancourt, Lorena, el 7 de octubre de 1834.